# Traduction automatique
Traduction réalisée par logiciel
 (Juillet 2024).

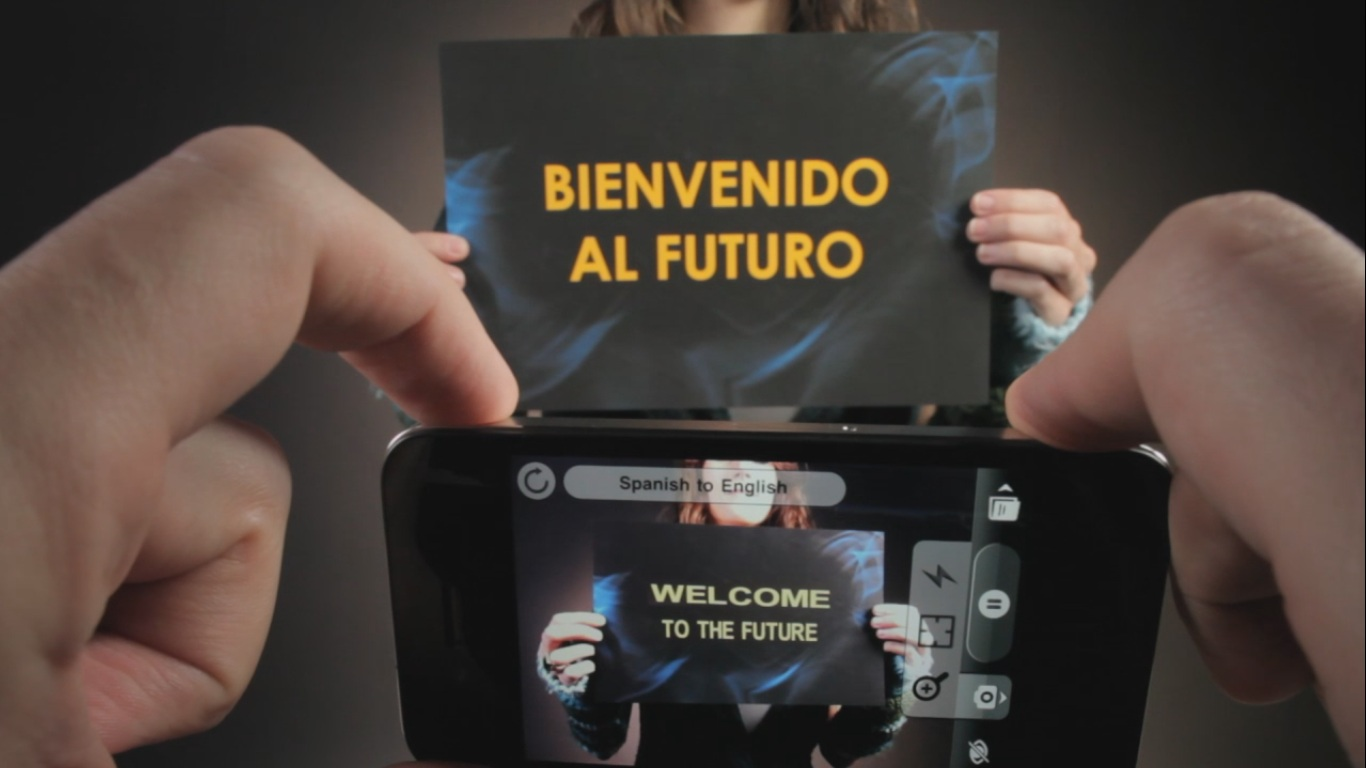
Traduction automatique en réalité augmentée : la scène filmée « Bienvenido al futuro » en espagnol est automatiquement traduite et correctement rendue en anglais par « Welcome to the future » sur l'écran de cadrage et de visionnage.

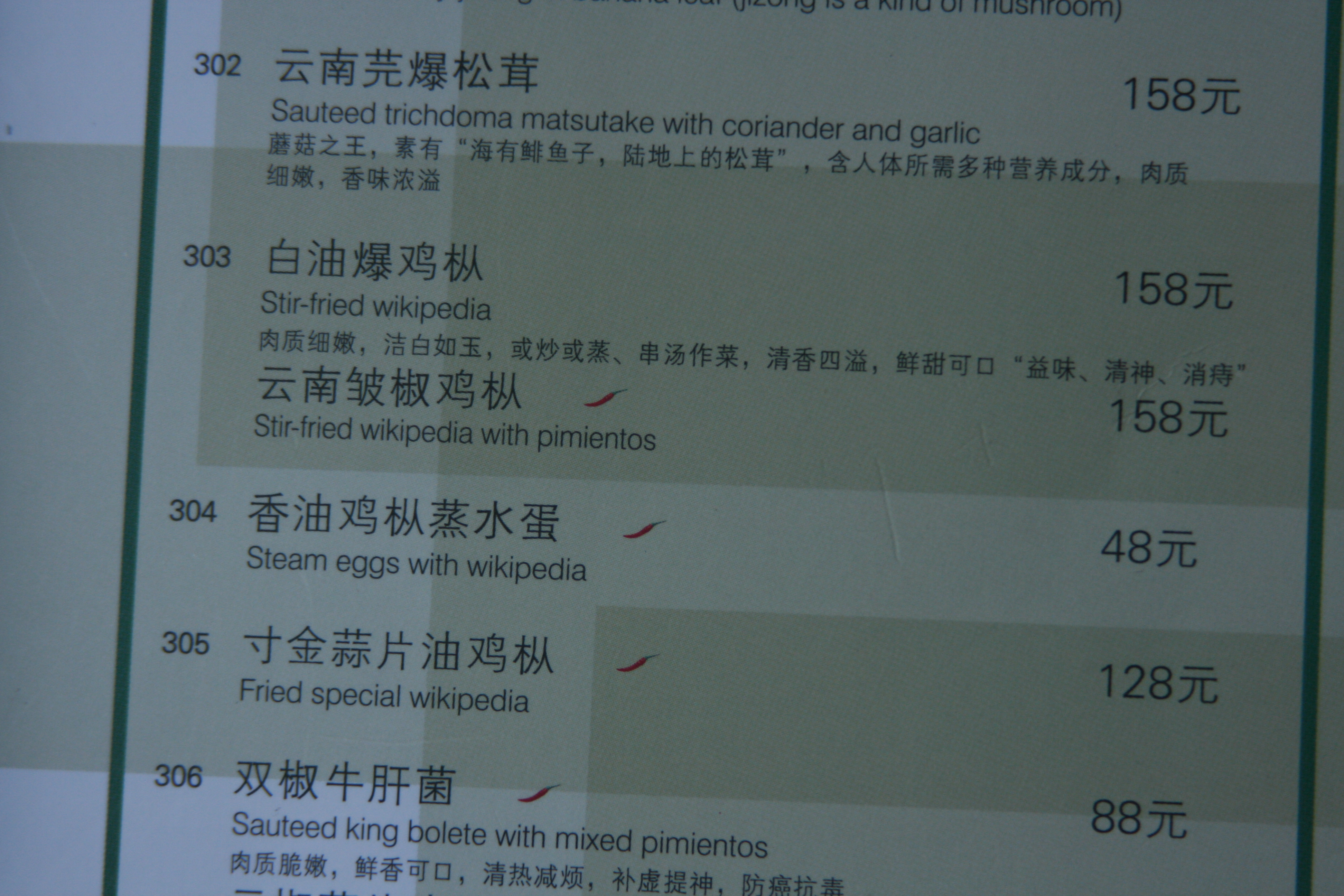
Textes non compréhensibles produits par une traduction automatisée.

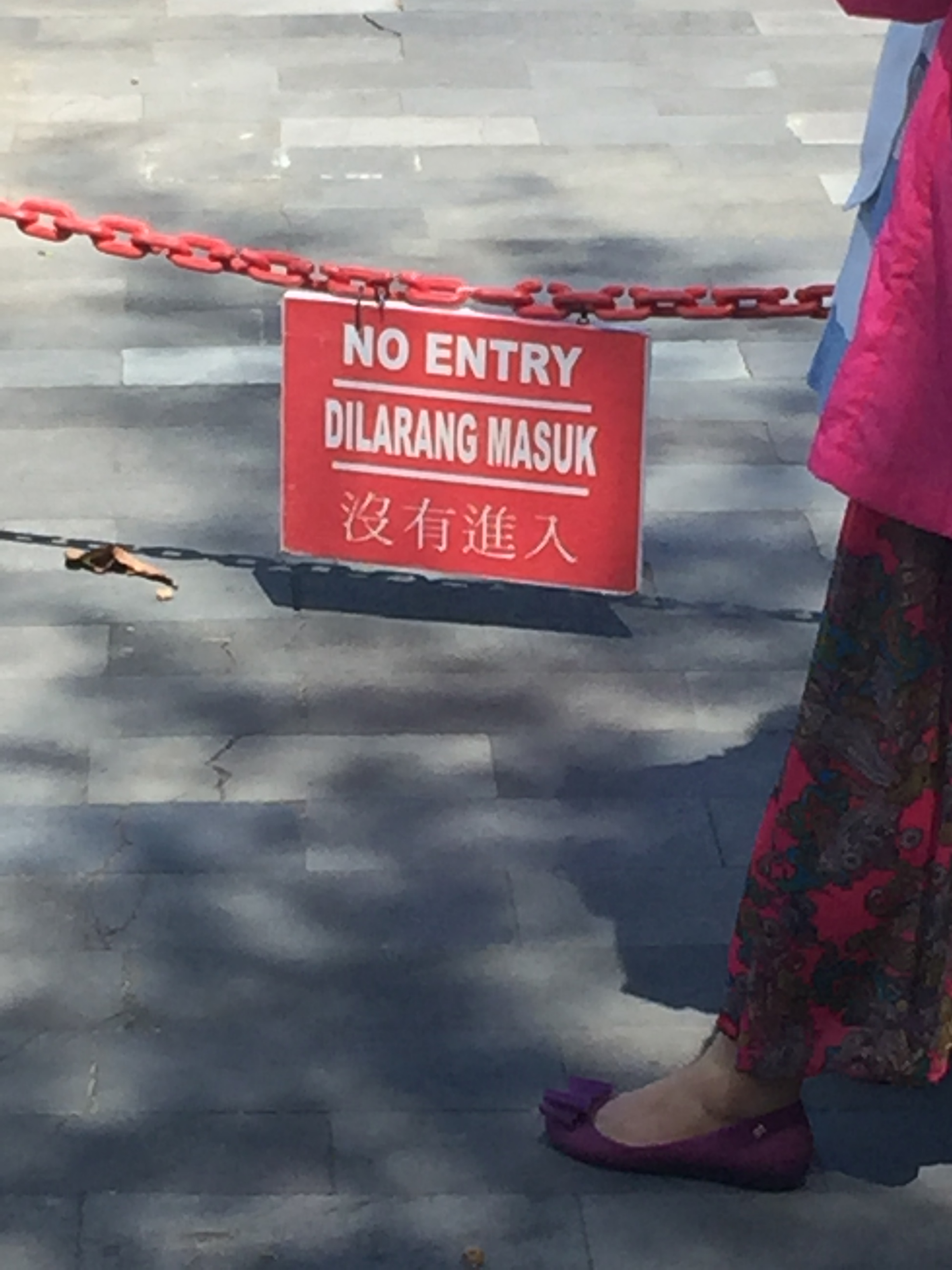
Chinois incorrect « 沒有進入 » issu d'une traduction automatisée, à Bali en Indonésie. La phrase incorrecte signifie « il n'existe pas d'entrée » ou « vous n'êtes pas encore entré », alors que la phrase anglaise « no entry » (littéralement, pas d'entrée) veut signifier « n'entrez pas ».

La traduction automatique désigne la traduction brute d'un texte, entièrement réalisée par un ou plusieurs programmes informatiques. Dans le cas de la traduction d'une conversation audio, en direct ou en différé, on parle de 'transcription automatique'.
La traduction automatique introduit des erreurs de traduction. Ces erreurs peuvent introduire des risques (voir plus bas).
Un traducteur humain n’intervient pas pour corriger les erreurs du texte durant la traduction, mais seulement avant et/ou après. On la distingue de la traduction assistée par ordinateur, où la traduction est en partie manuelle, éventuellement de façon interactive avec la machine.
Malgré ses faiblesses, elle peut rendre des services dans des domaines tels que la veille internationale (y compris la veille technologique), où elle permet de prendre connaissance de façon superficielle, mais rapide, de grandes quantités de textes.
Depuis le début du siècle, la traduction automatique connaît un essor considérable sur le Web, avec plusieurs services en ligne pouvant traduire automatiquement, et en quelques secondes, des pages Web ou des textes de plus en plus longs.
C'est une aide très appréciée du grand public, car elle permet de déchiffrer — de façon grossière — le thème d'une page Web dans une langue totalement inconnue et les principaux faits ou éléments d'information qu'elle contient. Pour simplifier la navigation, plusieurs moteurs de recherche comme Google, Altavista ou Yahoo! proposent de l'utiliser systématiquement.
C'est également le cas d'autres services très connus. Selon certaines sources, pour les langues à faibles ressources, la moitié des contenus Web sont générés par de la traduction automatique.

## Terminologie
| Lexique francophone                 | Description |
| ----------------------------------- | --- |
| Traduction automatique              | Transformation d'un texte en texte. Dans des textes traduits d'autres langues, le concept peut couvrir des usages plus larges, comme le doublage.                                    |
| Doublage automatique                | Superposition de voix sur un film. |
| Sous-titrage en direct              | Sous-titrage automatique, transformation de la voix en sous-titre avec traduction soit de la voix, soit du sous-titre, notamment pour les formats télévisuels ou cinématographiques. |
| Transcription automatique           | Transformation de la voix en texte. |
| Traduction vocale quasi instantanée | Interprétation automatique. |

### Traduction automatique et transcription automatique
La traduction automatique est une traduction — de l'écrit vers l'écrit —, alors que la transcription s'applique sur un discours et peut être proposée de manière écrite.
Par exemple, le centre de traduction des organes de l’UE propose à ses utilisateurs les deux types de services pour leur permettre d'obtenir rapidement et à moindres frais un texte utilisable sans être précisément juste.
Le premier distributeur de film indien — originellement par VHS —, avec plusieurs centaines de millions d'utilisateurs enregistrés, connu pour ses films blockbusters a fait sous-titrer — transcrire automatiquement — l'intégralité des 12 000 produits de son catalogue par le service de Google pour les rendre disponibles en langue arabe. Cette transcription automatique réduit les coûts de 25 % et les délais de deux jours. Elle conduit aussi à des erreurs qui nécessitent des corrections quand elles sont détectées ou identifiées[réf. non conforme].

## Enjeux et notoriété

### Enjeux
Dans le monde, 600 000 personnes travaillent dans le secteur de la traduction[réf. non conforme].
Dans ses objectifs, la traduction automatique présente un intérêt pour le commerce et les échanges internationaux, en réduisant les coûts de traduction et en augmentant les volumes de textes traduits[réf. non conforme].
La traduction automatique est un sujet qui résiste aux algorithmes. L'utilisation de statistique et de techniques d'apprentissage automatique ont cependant apporté des améliorations des traductions automatiques.
La traduction automatique peut convenir pour des documents stéréotypes comme des notices techniques, mais peut être trompeuse, notamment dans des domaines risqués (voir plus bas). Elle est moins adaptée à un langage informel. Elle est plus adaptées à des couples fréquents (comme français-anglais) et moins à des couples plus rares (comme malgache-inuktitut).
L'apprentissage peut faire construire sur des textes usuellement traduits, qui sont généralement des textes juridiques, des documentations techniques, des romans, des supports de communication (comme des sites Web). À l'inverse, les traductions de tweets, de discussions sur forums ou de conversations spontanées sont rares.

### Notoriété
L'usage de la traduction automatique est devenu courant pour certains échanges et dans certains milieux professionnels.
Par exemple, en dépit des risques et en l'absence de professionnels compétents, les hôpitaux et cliniques des États-Unis pourraient recourir à la traduction automatique[réf. non conforme].
En 2015, quelque 90 % des textes traduits par la direction générale de la Traduction de l'Union européenne sont pré-traduits par traduction automatique.

## Histoire et évolutions

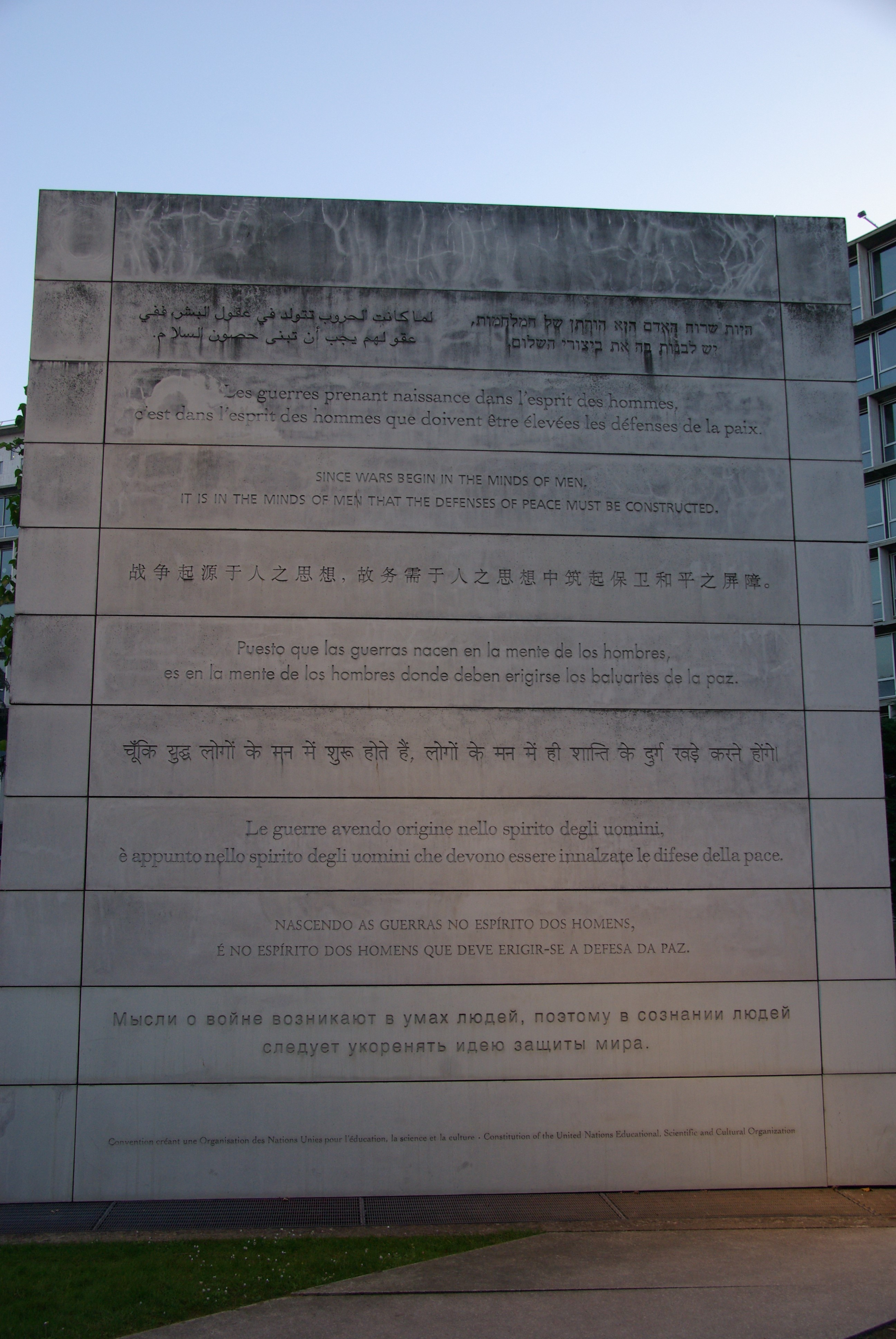
Traductions du début du préambule de la constitution de l'Organisation des nations unies pour l'éducation, la science et la culture.

En 1943 et 1953, l'UNESCO se rend compte de l'augmentation des besoins mondiaux en traductions scientifiques et techniques, du manque de formation des traducteurs et du coût élevé des traductions.

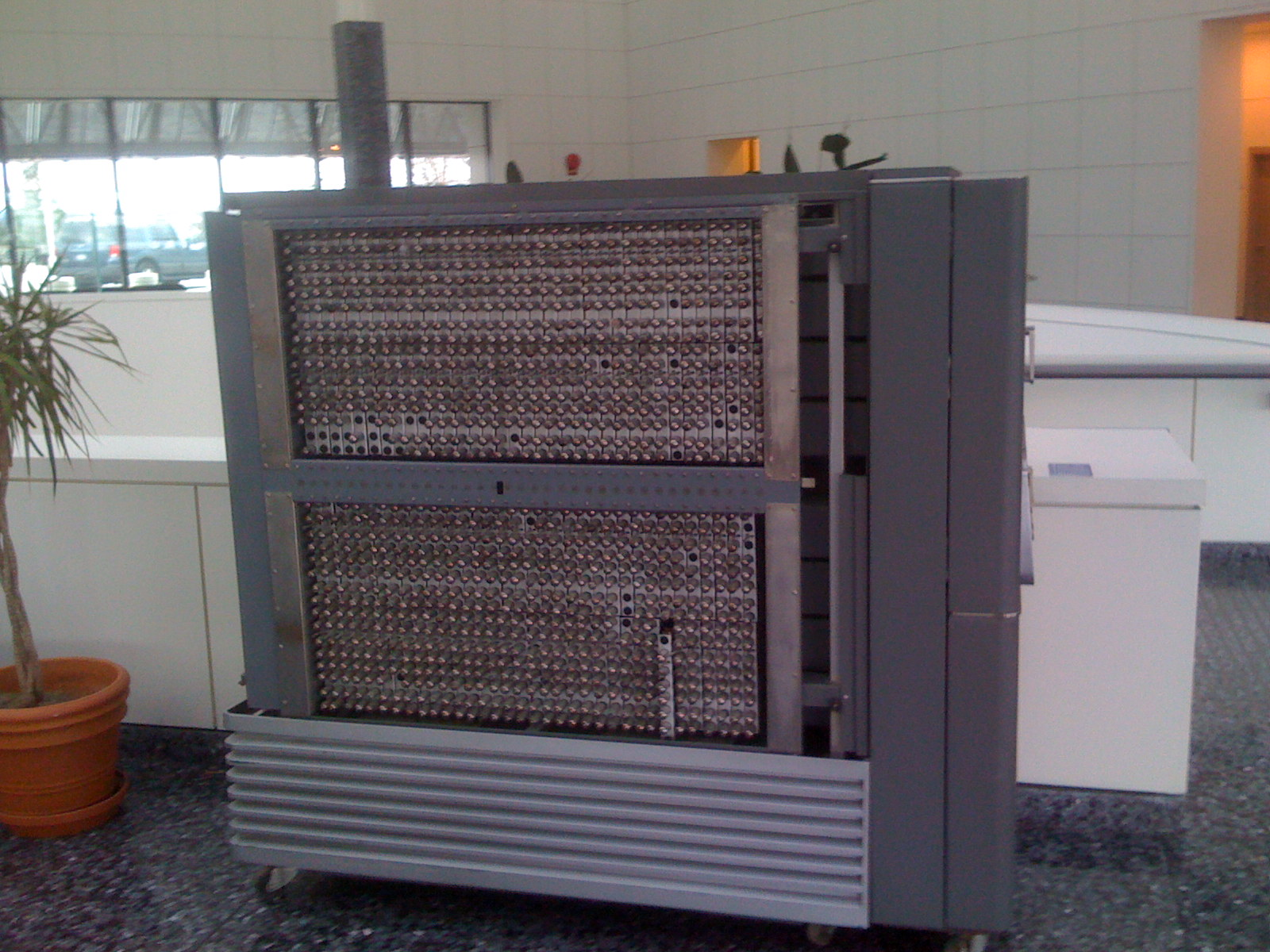
unité centrale de l'ordinateur IBM 701.

En 1954 commence la première expérience publique de traduction automatique par des chercheurs d’IBM et de l’université Georgetown de Washington DC, qui espéraient atteindre la traduction automatique instantanée de qualité du russe vers l’anglais en quelques années.
Fin octobre 2005, la presse annonce de notables améliorations. Le Centre international pour les technologies avancées des communications, dirigé conjointement par l’université Carnegie-Mellon de Pittsburgh et l'université de Karlsruhe en Allemagne, dévoile alors un système informatique de traduction instantanée.
Un étudiant chinois, affublé de onze électrodes sur le visage et sur la gorge, prononce dans sa langue un discours qui est simultanément traduit en anglais et en espagnol. Les chercheurs indiquent en conclusion que « Les résultats ne sont pas parfaits » et qu'« il peut y avoir des difficultés quelquefois ». En fait, aucun article n'indique que les journalistes allemands et américains ont pu s'entretenir avec l'étudiant. Les journalistes omettent d’ailleurs généralement de préciser que, quand le docteur Waibel annonce qu’il va prendre des questions de journalistes allemands et américains, l’ordinateur entend quelque chose comme : « Ainsi nous glycogène il alternant des questions entre l’Allemagne et l’Amérique. » Ce type de traduction instantanée manque encore d'améliorations logicielles concernant la reconnaissance vocale, notamment brouillée par le bruit ambiant et la mauvaise prononciation.
En 2018, un outil informatique basé sur l'intelligence artificielle réussit à traduire en douze heures un livre de 800 pages de texte, de graphiques et de formules mathématiques, écrit avec LaTeX. Cet outil développé par Quantmetry, une jeune entreprise de conseil en intelligence artificielle pour les entreprises, associée à quatre chercheurs français spécialistes de l'apprentissage profond et issus de l'ENSAI, de l'INRIA et de l'Université de Caen, est basé sur le service de traduction automatique DeepL.
La traduction automatique basée sur l'apprentissage profond est appelée traduction automatique neuronale, ou NMT en anglais ("Neural Machine Translation").
En 2019, l'un des services leader du domaine est DeepL de Linguee, mais ce service pourrait être devancé par des progrès à venir de Google.
En 2010, Pangeanic devient la première entreprise au monde à appliquer le traducteur statistique Moses dans un environnement commercial en développant une plateforme d'autoapprentissage, de nettoyage de corpus et de recyclage, en collaboration avec l'Instituto Técnico de Informática de Valencia (ITI) et le groupe de recherche Reconnaissance des formes et technologie du langage humain de la Politècnica de València. Membre fondateur de TAUS, Pangeanic remporte le plus grand contrat d'infrastructure de traduction automatique pour la Commission européenne avec son projet IADAATPA en 2017. Depuis 2019, Pangeanic dirige NTEU.eu, un projet CEF de la Commission européenne. NTEU est la plus grande ferme de moteurs de traduction automatique fondée sur les réseaux neuronaux pour les administrations publiques européennes.
Depuis 2020, Google a automatisé la traduction de discours ou de conversation orale accessible depuis des téléphones portables.

## Processus de traduction

Triangle de Vauquois, modèle pour les fondements de la traduction automatique

Le processus de traduction (au sens humain) peut être découpé en trois phases : 
1. Compréhension : assimilation du sens véhiculé par un texte, du vouloir dire d'un auteur ;
2. Déverbalisation : oubli des mots et conservation du sens ; « Opération par laquelle un sujet prend conscience du sens d'un message en perdant conscience des mots et des phrases qui lui ont donné corps »[18] ;
3. Réexpression : reformulation du vouloir dire en langue cible.

En termes informatiques, la compréhension devient l'analyse, la déverbalisation devient le transfert et la réexpression devient la génération. Ces étapes du processus sont modélisées dans le triangle de Vauquois. Ce modèle est utile, car pour passer de la source à la cible, il existe plusieurs chemins possibles qui constituent les différentes approches envisagées à ce jour. Plus le degré de conceptualisation est élevé, plus court est le chemin du transfert. Il existe quatre possibilités principales :
- Le transfert direct : pas de conceptualisation, toute la traduction repose sur le transfert. La traduction par l'exemple et la traduction statistique[20] travaillent à ce niveau. La traduction est vue comme un processus de décodage.
- Le transfert syntaxique : le niveau du transfert est syntaxique. Généralement, sa représentation est l'arbre syntaxique. L'analyse produit une représentation syntaxique pour la langue source. Le transfert consiste à produire une représentation syntaxique pour la langue cible à partir de ce dernier. Finalement, la génération produit la phrase en langue cible. La traduction automatique à base de règles est représentative de cette catégorie. Les règles permettent les différentes transformations.
- Le transfert sémantique : le niveau du transfert est sémantique. Cette voie est celle qu'empruntent les humains. Les modèles de représentation de la sémantique du langage sont décrits par la pragmatique. La sémantique peut être décrite par une ontologie. Il n'y a que peu d'approches de la traduction automatique représentatives du transfert sémantique[21].
- L'interlangue : Ce niveau supprime la nécessité de transfert. L'interlangue, également désignée par le terme de langue pivot, devient universelle. Et seuls restent les processus d'analyse et de génération. DLT (voir l'article Traduction de langues distribuée) est une tentative inachevée de cette approche. Le langage UNL est aussi un exemple de langage formel informatique permettant de représenter le sens d'un énoncé. L'approche est séduisante, car l'effort consiste, pour une langue donnée, à produire un analyseur et un générateur pour l'interlangue. On bénéficie alors de toutes les traductions de ou vers les langues possédant aussi l'analyseur et le générateur. Cette approche reste difficile et n'a pas connu de succès à large échelle.

Actuellement, les moteurs de traduction sont principalement par règles ou statistiques. Une voie dite hybride émerge. Systran, Google Translate, Reverso et Microsoft Traduction utilisent des approches hybrides.

### Prérequis
Les prérequis dépendent de l'approche envisagée : traduction à base de règles (mot-à-mot, transfert, pivot), traduction par l'exemple, traduction statistique.
La traduction automatique à base de règles nécessite :
- des entrées de dictionnaires,
- des règles linguistiques.

La traduction par l'exemple et la traduction statistique nécessitent : 
- une mémoire de traduction (ensemble de textes traduits).

On peut, en plus, avoir besoin d'outils d'analyse linguistique tels que : 
- les identificateurs (tokens),
- l'étiqueteur morpho-syntaxique,
- éventuellement, un segmenteur (chunker), un analyseur syntaxique (parser).

### Approches

Un schéma plus complet du triangle de Vauquois, illustrant les approches possibles pour la conception de systèmes de traduction automatique.

Plusieurs approches peuvent être considérées pour la traduction automatique.
- Approche directe :

1. traduction mot-à-mot du texte source vers le texte cible
2. reformulation de l'ordre des mots traduits dans le texte cible
3. traduction littérale d'un texte à partir d'une photo

- Approche Interlangue :

1. construction de la représentation interlangue du texte source
2. construction du texte cible par la représentation

- Approche par transfert :

1. analyse lexicale et syntaxique du texte source
2. transfert des lemmes traduits et structures en langue cible

- Proposition : Approche séquentielle (ou progressive) :

1. Correction automatique du texte source
2. Traitement des expressions idiomatiques
  1. Détection des expressions idiomatiques en langue source dans le texte source
  2. Interprétation en langage cible
  3. Traduction mot-à-mot en langage source
  4. Remplacement dans le texte source
3. Détection pour interprétation (langue source → langue cible et traduction mot-à-mot → langue source) et remplacement des seuls noms propres dans le texte source
4. Réorganisation syntaxique dans le texte source
5. Traduction mot-à-mot du texte source

## Qualité de la traduction
La traduction automatique, brute, n'est pas parfaite, et quelques erreurs peuvent se trouver dans le résultat, comme l'utilisation d'un mot à la place d'un autre. Elle nécessite donc d'être retravaillée pour éliminer les erreurs. La révision humaine de la traduction automatique est appelée la post-édition. Lorsque le quantitatif et le coût priment sur le qualitatif, la traduction automatique est privilégiée et le traducteur professionnel se trouve parfois contraint de justifier sa plus-value.
La qualité des traductions est cependant augmentée par la post-édition. Une étude sur un système de traduction automatisée utilisée dans une agence de presse canadienne a révélé que la post-édition par des rédacteurs humains a corrigé de nombreuses erreurs commises par la machine, mais pas toutes. Exemple d'erreur où le mot mandat est traduit littéralement, sans tenir compte du contexte des mesures sanitaires liées à la pandémie de COVID-19:
| Texte original en anglais          | Traduction automatique en français                | Post-édition par un humain                                                                   |
| ---------------------------------- | ------------------------------------------------- | -------------------------------------------------------------------------------------------- |
| And now most mandates are lifting. | Et maintenant, la plupart des mandats sont levés. | Et maintenant, l'obligation de le porter [le masque] est levée à plusieurs endroits au pays. |

### Mesure de la qualité
Des métriques de mesure de la qualité sont utilisées pour pouvoir automatiser la mesure de la qualité de la traduction automatique. Parmi les métriques connues se trouvent BLEU, ROUGE, NIST et METEOR.

La méthode controversée de la traduction aller-retour a également été proposée.

### Évaluation humaine
La traduction automatique peut également faire l'objet d'une classification humaine :
- classement des traductions selon leur fidélité aux sources
- quantité de post-édition nécessaire
- classification des types d’erreurs identifiées (erreurs lexicales, syntaxiques ; ajouts, omissions ; ordre des mots notamment)[24].

La qualité de la traduction peut être exprimée par son utilité pour la post-édition, en termes de gain de temps par rapport à une traduction sans pré-traduction automatique. Certaines études montrent que le temps de production d'un texte traduit avec recours à une traduction automatique post-éditée est trois ou quatre fois moindre que sans recours à la TA. D'autres études nuancent cela par la l'impact de la proximité terminologique entre la langue source et la langue cible, avec les langues ayant un lexique plus distant de la source nécessitant plus te temps de post-édition.

## Risques et incidents
Ce type de service peut présenter des risques dans le domaine de la vie privée, ainsi que des risques d'induire des préjugés racistes ou sexistes.
Un mauvais usage peut conduire à d'autres risques selon l'usage, ainsi selon le Daily Telegraph, un employé polonais a été sérieusement blessé après avoir suivi les consignes de sécurité dont Google avait donné une traduction incorrecte ou erronée à la demande de l'employeur — Parker's Nurseries —.
Entre novembre 2020 et décembre 2022, 225 des 2000 incidents anglophones concernent un langage ou la langue (language en anglais), dont 61 concernent la traduction (translation en anglais), et 31 la traduction automatique (machine translation en anglais)[réf. non conforme].
Les services de traduction automatique utilisent une clause de non-responsabilité quand le risque concerne la responsabilité civile ou pénale.
La question du risque concerne aussi les questions de sensibilité qui peuvent être considérés comme des risques réels et sérieux.

## Savoir-faire
Savoir utiliser avec le recul nécessaire la traduction automatique relève de la machine translation literacy.

## Applications
Les appareils de traduction actuels sont utiles pour des situations limitées, par exemple, pour réserver une chambre dans un hôtel. « Si je vais à Pékin, je peux descendre au Hilton sans aucun problème », disait Stephan Vogel, un chercheur de Carnegie Mellon.

### Services en ligne
Les services en ligne sont d'apparence simple à utiliser : ils consistent à ouvrir le service, copier automatiquement le texte à traduire, choisir la langue d'origine et la langue de destination puis demander la traduction.
Traducteurs en ligne gratuits : 

Ils permettent de traduire des mots ou des textes de taille limitée. Il s'agit, par exemple, de : 
- Google Traduction
- Microsoft Traduction
- Reverso
- Yandex.Translate
- Baidu Translate
- DeepL
- TechDico

Gratuits pour les administrations et les PME européennes inscrites : 
- eTranslation[11].

Logiciels libres :
- Apertium gère 51 couples de langues en 2020[30] et peut en 2025 traduire en langue française 5 langues: du breton, du catalan, de l'occitan de l'espagnol et du gascon et en langue anglaise 9 langues
- GoldenDict ne contient pas de dictionnaire mais utilise des dictionnaires au Protocole DICT
- GPLTrans [31]
- myMT [32]
- Linguaphile
- Système METEO
- Traduki

Environnements de développement : 
- Ariane-H

### Langues anciennes
Les progrès des réseaux neuronaux convolutifs au cours des dernières années et de la traduction automatique à faible ressource (lorsque seule une quantité très limitée de données et d'exemples sont disponibles pour la formation) ont permis la traduction automatique pour les langues anciennes, telles que l'akkadien et ses dialectes babylonien et assyrien.

## Post-édition et traduction assistée par ordinateur

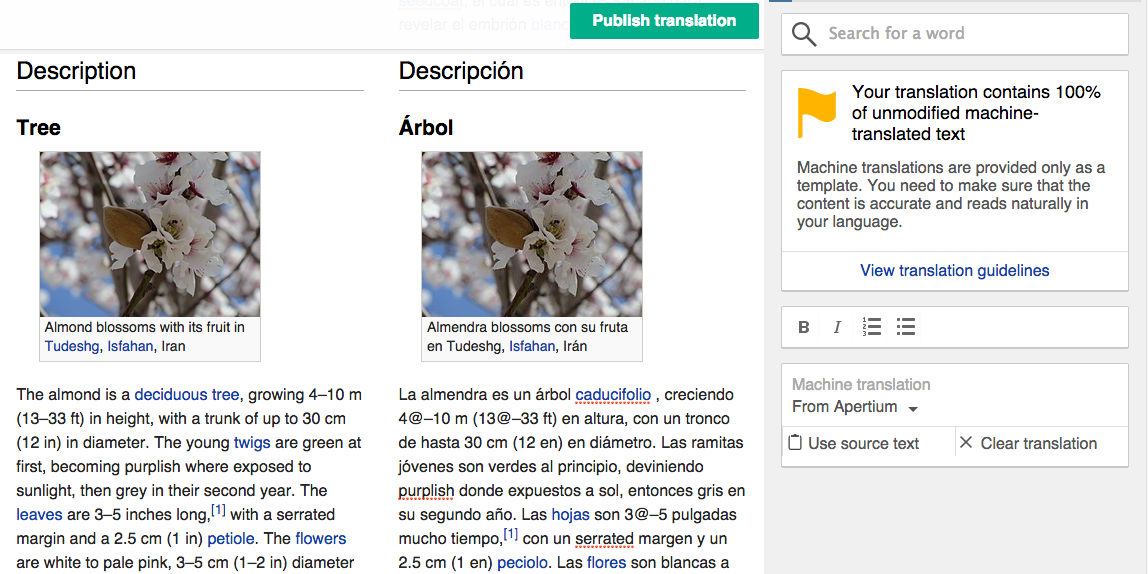
Présentation d'un prototype d'interface de post-édition

La post-édition est une étape qui permet à des traducteurs professionnels de relire un texte produit par la traduction automatique pour corriger ou supprimer les erreurs sémantiques et linguistiques; par exemple[réf. non conforme] :
- une post-édition légère/rapide se focalise sur le transfert correct du sens plus que sur le style ;
- une post-édition complète cherche une qualité comparable à des textes traduits par des humains en prenant en compte toutes les problématiques.

La traduction automatique enlève une partie des outils disponibles en traduction assistée par ordinateur comme les matchs, la segmentation, les codes couleur, les variantes, les pourcentages et les statistiques.

## Droit d'auteur et copyright
En France, la traduction automatique relève du droite d'auteur lorsqu'une intervention humaine est intervenue, aux États-Unis du copyright lorsque l'œuvre a été "fixée"  [sic] sur support.
La réforme européenne du droit d’auteur (directive du 17 avril 2019) ne s'intéresse pas à la traduction automatique, mais pose le cadre général de la publication du nom de l'auteur.

## Une traduction notable
En 2024, l'intelligence artificielle a été expérimentée en tant qu'aide à la traduction dans les 24 langues de l'Union européenne d'un discours prononcé le 25 avril 2024 à la Sorbonne par Emmanuel Macron,[réf. non conforme].